# Arnold Munter

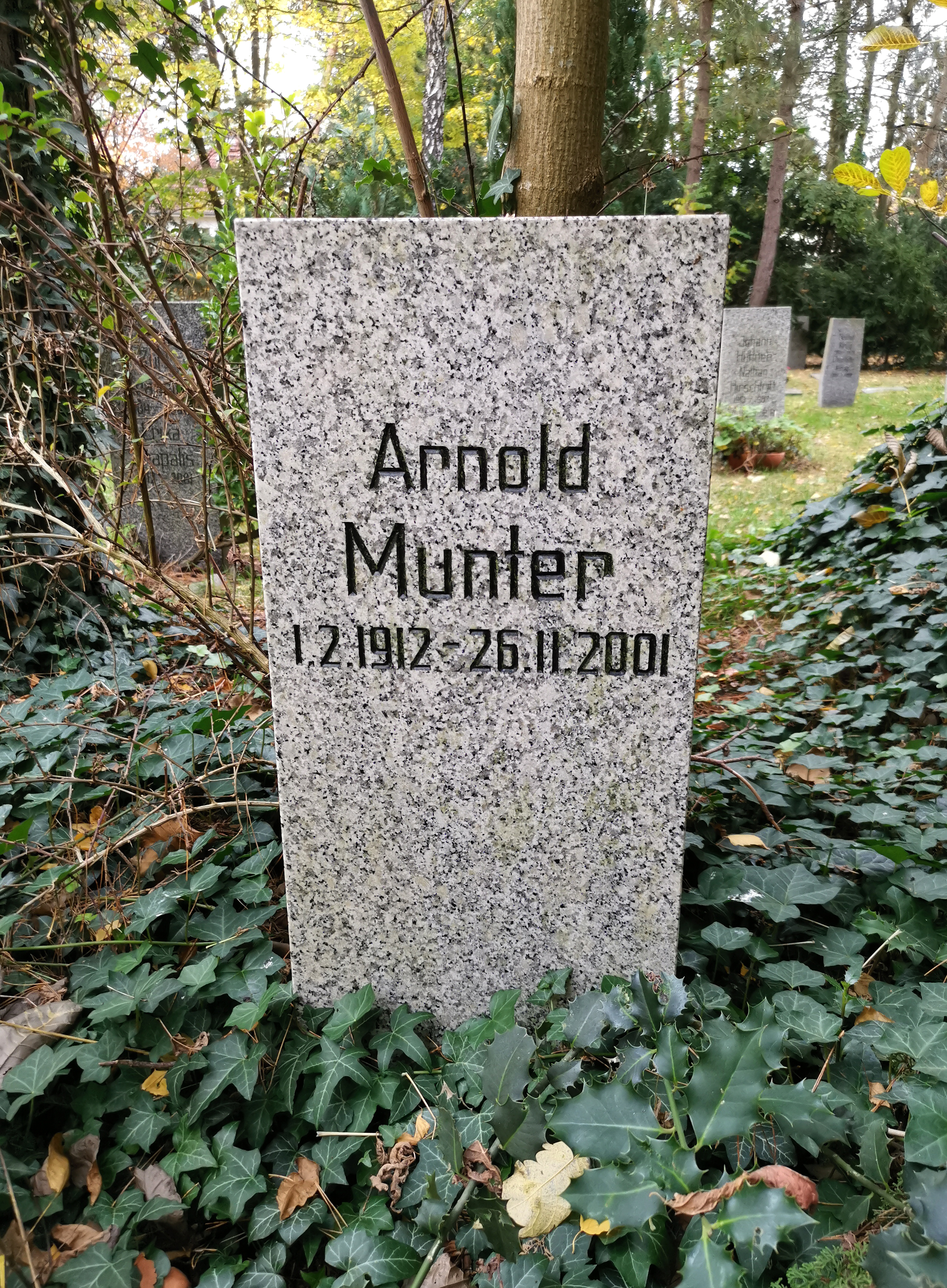
Grab auf dem Friedhof Pankow III, Feld 36 U-401

Arnold Munter (* 1. Februar 1912 in Berlin; † 26. November 2001 ebenda) war ein deutscher sozialdemokratischer Widerstandskämpfer gegen den Nationalsozialismus, Häftling im Ghetto Theresienstadt, Stadtverordneter und Stadtrat von Berlin, Direktor eines Volkseigenen Betriebes (VEB) und Ehrenmitglied der Vereinigung der Verfolgten des Naziregimes (VVN).

## Leben
Der Sohn einer Arbeiterfamilie wuchs im Berliner Scheunenviertel auf und war Handwerker (Rohrleger/Bauklempner/Dachdecker) von Beruf. Er trat 1930, in der Zeit der Weimarer Republik, in die Sozialdemokratische Partei Deutschlands (SPD) ein und engagierte sich gegen den aufkommenden Nationalsozialismus. Nach der Machtübertragung an die NSDAP setzte er diesen Widerstand illegal fort, insbesondere in der Internationalen Roten Hilfe (IRH). Im Juli 1942 wurde er in das KZ Theresienstadt deportiert und am 7. Mai 1945, an Flecktyphus erkrankt, von sowjetischen Soldaten befreit.
Als die NS-Herrschaft beseitigt war, kehrte er nach Berlin zurück und wurde 1946 Abgeordneter der Bezirksverordnetenversammlung von Berlin-Mitte. Er wurde Mitbegründer der VVN Berlin und wurde deswegen aus der SPD ausgeschlossen. Munter hatte sich in der Sozialdemokratischen Aktion (SDA) engagiert. Im November 1948 wurde er Stadtrat für Bau- und Wohnungswesen im Berliner Magistrat. Von 1948 bis 1953 war er Stellvertretender Vorsitzender der Berliner VVN. Als im September 1949 der Magistrat den Auftrag zum Bau einer gemeinsamen Gedenkstätte für Sozialdemokraten und Kommunisten erteilte, wurden die Umgestaltungsarbeiten einschließlich der Umbettung der Särge ab 1950 von Munter geleitet. Von ihm stammen auch die Entwürfe für die Gedenkstätten auf den drei großen jüdischen Friedhöfen in Berlin.
Im Oktober 1950 wurde er als Berliner Vertreter in die Länderkammer der DDR entsandt. Von 1955 bis 1957 war Munter in der Wirtschaft tätig und leitete einen VEB. Seit 1973 war er hauptamtlich in verschiedenen Funktionen der Nationalen Front der DDR tätig.
Für den DEFA-Dokumentarfilm Herr Schmidt von der GESTAPO – Filmische Dokumentation einer Beamtenkarriere über den Gestapo-Beamten Henry Schmidt, der 1989 fertiggestellt wurde, stellte er sich als Zeitzeuge und Interviewpartner zur Verfügung. Im Herbst 1989 gehörte er dem Runden Tisch in Berlin-Pankow an.
Munter war verheiratet mit Ehefrau Hanne-Lore (1926–2019) und Vater mehrerer Kinder, Großvater und Urgroßvater mehrerer Enkel und Urenkel.